# Paul Ludwig Stein

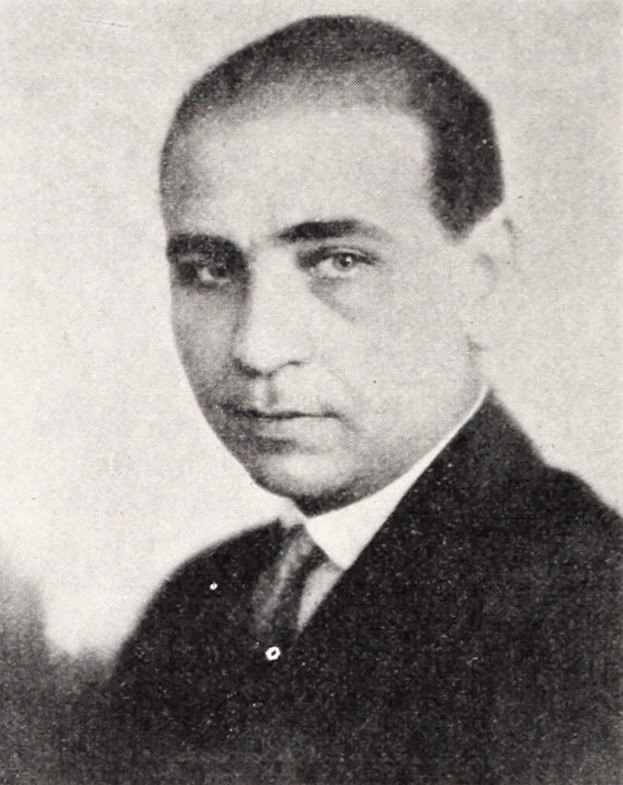
Paul Ludwig Stein (1926)

Paul Ludwig Stein (* 4. Februar 1892 in Wien; † 2. Mai 1951 in London) war ein österreichischer Schauspieler und Filmregisseur.

## Leben
Stein trat bereits 1910 als Ludwig Stein an den Reinhardt-Bühnen in Berlin in Ein Sommernachtstraum auf. Vier Jahre lang verkörperte er dort besonders in Shakespeare-Stücken komische Charaktere. Er schrieb auch eigene Theaterstücke.
In Zucker und Zimt stand er 1915 erstmals vor der Kamera, 1918 gab er sein Regiedebüt. Er drehte mehrere Stummfilme für seine eigene Stein-Film und andere Produktionsfirmen. Gelegentlich fungierte er auch als Co-Drehbuchautor.
1926 ging er in die USA und setzte dort seine Karriere als Filmregisseur fort. Seine größten Erfolge gelangen ihm, als er 1933 nach Großbritannien wechselte. Wiederholt stand dort Richard Tauber im Mittelpunkt seiner Inszenierungen.

## Filmografie
| - 1915: Zucker und Zimt (nur Schauspieler) - 1918: Der grüne Diamant - 1918: Der gelbe Schein - 1919: Seine Durchlaucht der Landstreicher (auch Co-Drehbuch) - 1919: Im Schatten des Geldes - 1920: Arme Violetta - 1920: Das Martyrium (auch Co-Drehbuch) - 1920: Das Rätsel im Menschen - 1920: Der Schauspieler der Herzogin - 1920: Gewalt gegen Recht (auch Produktion) - 1920: Die geschlossene Kette - 1920: Tagebuch meiner Frau - 1921: Sturmflut des Lebens - 1921: Ehrenschuld - 1921: Das Opfer der Ellen Larsen (auch Co-Drehbuch) - 1921: Der ewige Kampf - 1922: Macht der Versuchung - 1922: Es leuchtet meine Liebe - 1923: Die Kette klirrt - 1924: Ein Traum vom Glück - 1925: Ich liebe Dich - 1925: Liebesfeuer - 1925: Die Insel der Träume - 1926: Meine offizielle Frau (My Official Wife) - 1926: Fünf-Uhr-Tee in der Ackerstraße - 1927: The Climbers - 1927: The Forbidden Woman - 1928: Ehre deine Mutter | - 1928: Der Scheidungsgrund (Man-Made Woman) - 1928: Show Folks - 1929: Her Private Affair - 1929: The Office Scandal - 1930: One Romantic Night - 1930: The Lottery Bride - 1931: The Common Law - 1932: Lily Christine - 1932: Breach of Promise - 1932: Um eine Fürstenkrone (A Woman Commands) - 1933: Red Wagon - 1934: Dein ist mein Herz (Blossom Time) - 1935: Wien, Wien, nur Du allein (Heart's Desire) - 1935: Mimi – Der Roman einer großen Liebe (Mimi) - 1936: Faithful - 1937: Cafe Colette - 1938: Jane Steps Out - 1939: Black Limelight - 1939: Just Like a Woman - 1939: The Outsider - 1940: It Happened to One Man - 1940: Poison Pen - 1942: Talk About Jacqueline - 1943: The Saint Meets the Tiger - 1945: Kiss the Bride Goodbye - 1945: Hochzeitswalzer (Waltz Time) - 1946: Lisbon Story - 1950: Frau im Netz (Cage of Gold; nur Co-Drehbuch) |